# Anežka Česká
Svatá Anežka Přemyslovna, zvaná Česká (1211? – 2. března 1282) se narodila mezi roky 1205 a 1211 okolo 21. ledna, na svátek sv. Anežky Římské, po které dostala jméno, jako česká princezna, pravděpodobně nejmladší dcera českého krále Přemysla Otakara I. a královny Konstancie Uherské. Patřila k nejvýznamnějším představitelkám panovnické dynastie Přemyslovců. Působila jako řeholnice – abatyše kláštera Na Františku – a byla také výraznou osobností politického, kulturního a společenského života. Dožila se asi 71 let.

## Mládí a nabídky ksňatku
Anežka byla ve třech letech (spolu se sestrou Annou) dána na výchovu do cisterciáckého kláštera v Třebnici a dále k premonstrátkám do Doksan, kde získala rozsáhlé vzdělání. V té době byla pravděpodobně zasnoubena se slezským princem Konrádem, synem Jindřicha Bradatého a vévodkyně Hedviky. Konrád však zemřel a obě sestry se vrátily na Pražský hrad. Poté byla Anežka ještě na dva roky poslána k řeholnicím do Doksan.
Přemysl Otakar I. začal usilovat o spojení se Štaufy a zaslíbil osmiletou Anežku synovi císaře Fridricha II., budoucímu Jindřichovi VII. Místem výchovy a vzdělání budoucí císařovny se na šest let stal rakouský dvůr Leopolda VI. Vévoda Leopold ale nakonec Jindřicha oženil se svou dcerou Markétou Babenberskou. (Ta se později podruhé provdala, za Anežčina synovce Přemysla Otakara II.)
V roce 1225 se tedy čtrnáctiletá Anežka opět vrátila do Prahy. Následujícího roku přijelo na pražský dvůr poselstvo anglického krále Jindřicha III. Plantageneta. Zasnoubení s Anežkou proběhlo, ovšem v roce 1229 ho Jindřich zrušil. O Anežku se znovu začal zajímat Jindřich VII., nyní již ženatý s Markétou Babenberskou. Posledním nápadníkem byl Jindřichův otec Fridrich II. (Bedřich II.). V té době už ale nežil Anežčin otec a Václav I. nechal své oblíbené sestře svobodu rozhodnutí. Anežka se již vdát nechtěla a rozhodla se pro duchovní život.

## Řeholní život

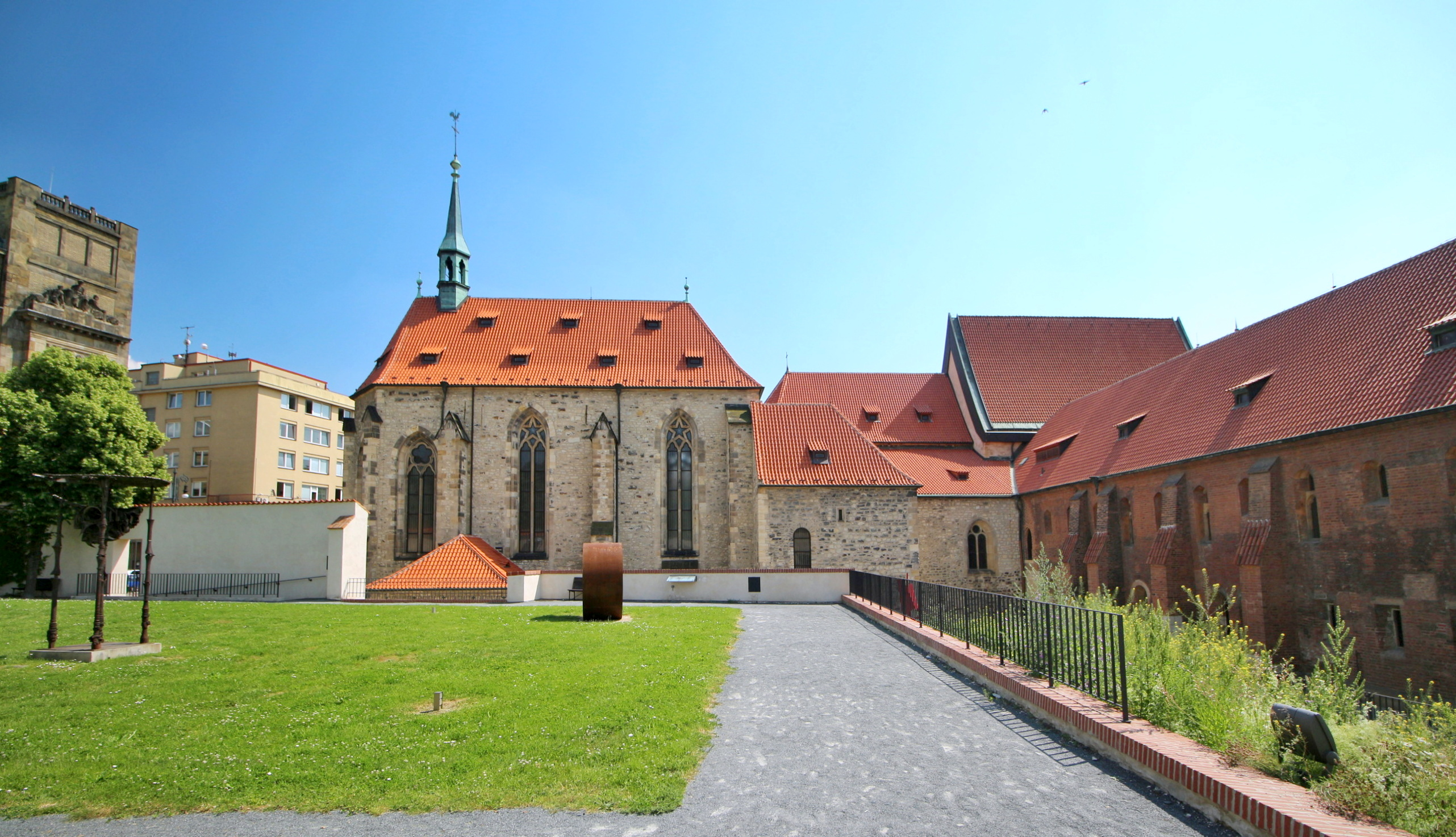
Anežský klášter

V církevní ctižádosti a charitativní činnosti Anežku ovlivnily její příbuzné: teta, svatojiřská abatyše Anežka († 1228), sestřenice sv. Alžběta Uherská a sv. Hedvika Slezská. Anežka společně s bratrem Václavem I. založila roku 1232 v Praze na Starém Městě špitál, jenž byl rozšířen na základě řehole sv. Augustina na řád a jehož stanovy roku 1252 papež potvrdil jako mužský špitální a rytířský řád křižovníků s červenou hvězdou, dále se sídlem při kostele sv. Františka u Karlova mostu. Je jediným původem českým řeholním řádem. Jeho členy směli být pouze Češi rodem po otci i po matce. Řád brzy získal velkou popularitu a jeho kláštery se rozšířily v Čechách až po Chlum sv. Máří a Cheb, na Moravě až po Hradiště u Znojma, v Dolním Slezsku až do Vratislavi a od počátku 18. století dodnes působí také ve Vídni při kostele sv. Karla Boromejského (Karlskirche). Roku 1234 Anežka opět se svým bratrem založila na severovýchodním okraji tehdejšího města, v místě později zvaném „Na Františku“, nový podvojný klášter žen a mužů řehole sv. Františka, později nazývaných klarisky a minorité. Stavbu osobně vedla a klariskám se stala první představenou.
Roku 1237 se Anežka neúspěšně pokusila o ustavení vlastního řádu, založeného na přísném dodržování řádových regulí františkánského řádu. V roce 1238 se postavení abatyše i titulu vzdala, úřad zůstal neobsazen až do její smrti. Po zbytek života se nechala titulovat jako starší sestra. Anežka Přemyslovna sama usilovala o osobní a nezištnou svatost s pokorou a láskou ve službě nemocným, chudým i spolusestrám. Kromě toho tato vysoce vzdělaná a moudrá žena psala a četla v češtině, latině, němčině a italštině. Dopisovala si se svatou Klárou, ačkoliv se s ní osobně nikdy nesetkala. Z let 1235 až 1254 známe více než dvacet listin psaných papežům Řehoři IX. a Inocenci IV., ve kterých jsou dotazy, prosby a náměty k praktickým i teologickým aspektům vedení kláštera či celého řádu. Sv. Kláře Anežka adresovala nejméně tři dopisy.
Jako významná vůdčí osobnost a energická organizátorka sv. Anežka Česká (Přemyslovna) působila nejen v náboženském, ale i v kulturním, politickém a společenském životě. Vynikala diplomatickými schopnostmi. Tak se roku 1249 výrazně podílela na usmíření svého bratra s jeho synem, pozdějším králem Přemyslem Otakarem II. V Přemyslově sporu s chráněncem papežské kurie, římsko-německým králem Rudolfem I. Habsburským, obhajovala zájmy svého rodu. V roce 1277 přijala do kláštera svou praneteř, Přemyslovu dceru Kunhutu. Ačkoliv byl Přemysl v církevní klatbě, během jeho válečného tažení před bitvou na Moravském poli se za něj v jejím klášteře konaly modlitby. Klášterní kostel Nejsvětějšího Salvátora byl zvolen za rodovou nekropoli Přemyslovců a Anežka si v něm dala zřídit soukromou ložnici a oratoř, kde mohla být nepozorována přítomna každé bohoslužbě a modlit se tam také o samotě. Dále vybavila klášter a kostel drahocennými preciosy a paramenty; také ovlivňovala činnost skriptoria v sousedním klášteře cyriaků u kostela sv. Kříže většího na Novém Městě. Byla průkopnicí v organizování chudinské a nemocniční péče na české půdě.
Veškeré aktivity konala tato svatá Přemyslovna s plným nasazením, a přitom se dožila úctyhodných 71 let. Její pravomoci v klášteře Na Františku po ní převzala její praneteř Kunhuta, než se roku 1291 provdala do Mazovska. Legendy o Anežce Přemyslovně, proslulé vzdělaností, dobročinností, milosrdenstvím i zájmem o státní reprezentaci královské dynastie, se začaly tradovat vzápětí po její smrti.

## Blahoslavení, svatořečení

Svatá Anežka na vitráži v kostele sv. Mikuláše v Krucemburku

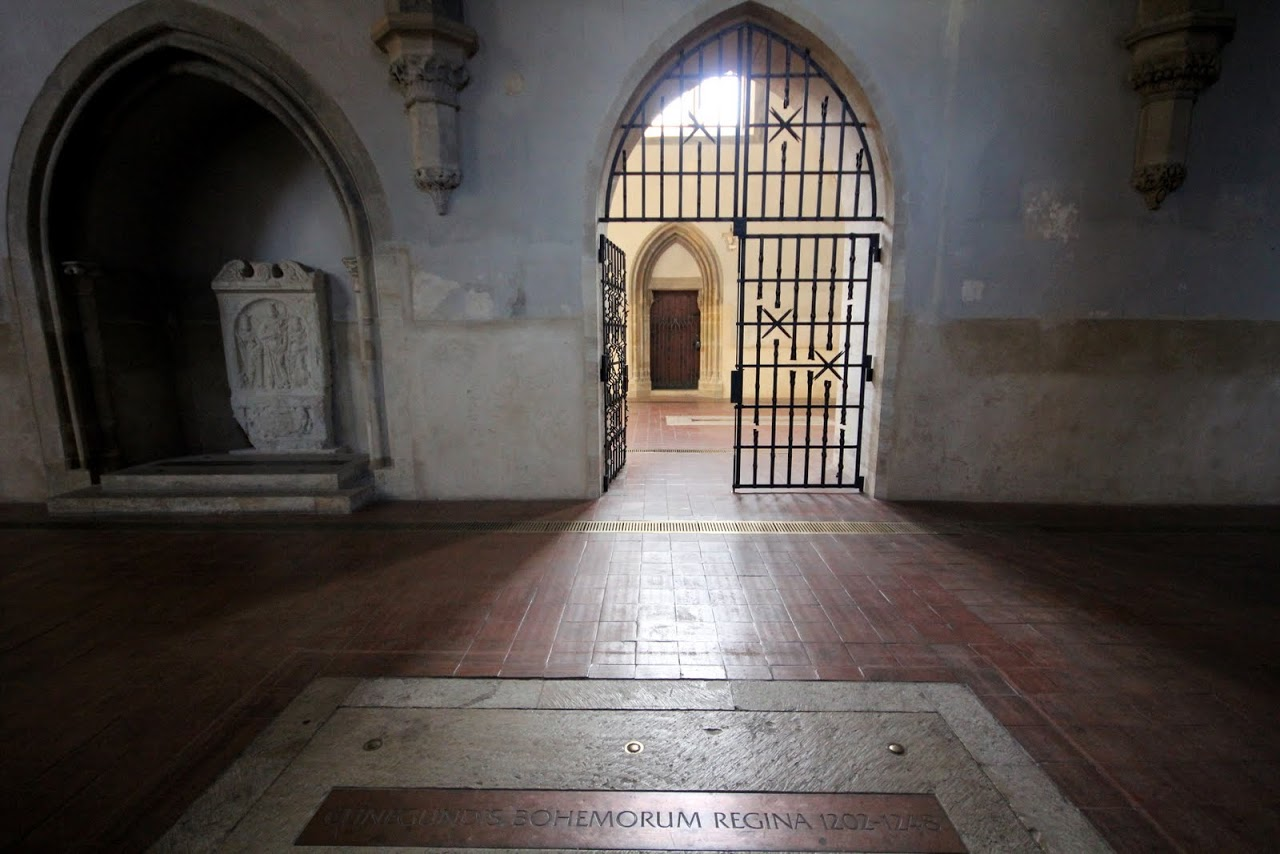
Tumba Anežky

O kanonizaci Anežky České usilovala již její prapraneteř, královna Eliška Přemyslovna; z jejího podnětu byl mezi léty 1316–1328 sepsán latinsky Anežčin životopis (přeložený do češtiny roku 1932). Na lokální oslavu Anežky navázal také císař Karel IV., ale ani jeho snaha nebyla dovršena procesem papežské kurie.
Také v době baroka, již od konce třicetileté války byla Anežka oslavována, nejprve jezuity (Albrecht Chanovský z Dlouhé Vsi, Jan Tanner, Bohuslav Balbín), a dále členy řádu křižovníků s červenou hvězdou, z nichž Jan František Beckovský sepsal českou legendu. Teprve roku 1874 byla Anežka z podnětu pražského arcibiskupa, kardinála Bedřicha Josefa Schwarzenberga papežem bl. Piem IX. prohlášena za blahoslavenou. Po dalším úsilí ji 12. listopadu 1989 papež sv. Jan Pavel II. svatořečil.
Zajímavé je, že se po staletí tradovala předpověď, že „Až bude Anežka Česká svatořečena, zavládne v českých zemích svoboda“. A pět dní po jejím svatořečení započala Sametová revoluce.
Sv. Anežka Česká se stala postavou hudebních i literárních děl. V poslední době se objevila mezi postavami historického románu Dítě z Apulie od spisovatelky Ludmily Vaňkové.
Její postava se objevuje i v několika románech české spisovatelky Hany Whitton – Anežka Česká, Kunhuta Přemyslovna aj.
Stálá expozice věnovaná životu a dílu sv. Anežky České se nachází v Muzeu Karlova mostu.